# Bieganów (województwo lubuskie)
Bieganów – osada w Polsce położona w województwie lubuskim, w powiecie słubickim, w gminie Cybinka.
W latach 1975–1998 miejscowość administracyjnie należała do województwa zielonogórskiego.
Miejscowość położona jest na drodze lokalnej Cybinka – Bieganów.
W Bieganowie w latach 1985, 1991 i 2014 odbyły się Mistrzostwa Polski w kolarstwie przełajowym.

## Zabytki
- Zabudowania folwarczne z XIX wieku